# Mannsville, Oklahoma
Mannsville är en kommun (town) i Johnston County i Oklahoma. Vid 2010 års folkräkning hade Mannsville 863 invånare.